# Giulio Douhet
Giulio Douhet (Caserta, 30 de maio de 1869 — Roma, 15 de fevereiro de 1930) foi um general e teórico aeronáutico italiano.
É conhecido por enunciar os princípios e vantagens da utilização da força aérea na organização tática de conflitos armados.
Douhet surgiu, como o verdadeiro pai da aviação estratégica e o promotor de uma guerra aérea independente, capaz de levar à decisão isoladamente.  De caráter difícil, em conflito permanente com seus chefes, Douhet consegue desenvolver sua teoria sob o regime fascista, com o apoio de Mussolini e de Italo Baldo, o chefe da aviação italiana.
As ideias e teorias de Douhet tiveram grande influência na formação e desenvolvimento do Poder Aéreo de vários países, especialmente Grã-Bretanha e Estados Unidos
Além do grande número de artigos, quatro obras desenvolvem o essencial do pensamento de Douhet: Il dominio dell' aria, publicada em 1920, revista em 1927; Probabili aspetti della guerra futura, também publicada em 1927; La guerra del 19..., publicação póstuma de 1932, e principalmente La difensa nazionale, escrita em 1923, que é, de longe, segundo Philippe Masson, o melhor livro, seguido de um estudo sugestivo sobre a Primeira Guerra Mundial.
A doutrina de Douhet deriva das experiências do conflito. Como todos os antigos combatentes de sua geração, Douhet foi atingido pelo impasse tático e estratégico da guerra ligada à dramática impotência da infantaria diante dos emaranhados  de arame farpado batidos pelo fogo das armas automáticas. Apesar do uso de uma artilharia cada vez mais potente, todas as tentativas de ruptura das frentes fortificadas acabam em batalhas de usura e em perdas proibitivas contra ganhos insignificantes. Por outro lado, todos os combatentes foram atingidos pela facilidade derrisória com que os aviões dos dois campos atravessavam as linhas para desempenhar missões de observação ou bombardeio.
Para sair desse impasse, Douhet só vê uma solução: recorrer à força aérea.
Esse homem teve mérito de explicar o papel capital da aviação num conflito futuro. Indiscutivelmente, ele contribuiu para a independência da força aérea ou a autonomia da força aérea de muios países: Itália, Alemanha, França ...

## Obras
- 1920 - El dominio del aire
- 1923 - La difensa nazionale
- 1927 - La Armada Aérea
- 1927 - Probables aspectos de la guerra futura
- 1928 - La conquista del dominio del aire
- 1928 - Dominio en vez de superioridad aérea temporal y localizada
- 1928 - Contraofensiva
- 1929 - Resistir en la superficie y formar masa en el aire
- 1931 - Profecías de Casandra
- 1932 - La guerra del 19... (publicação póstuma)